# Snaphaan (munt)

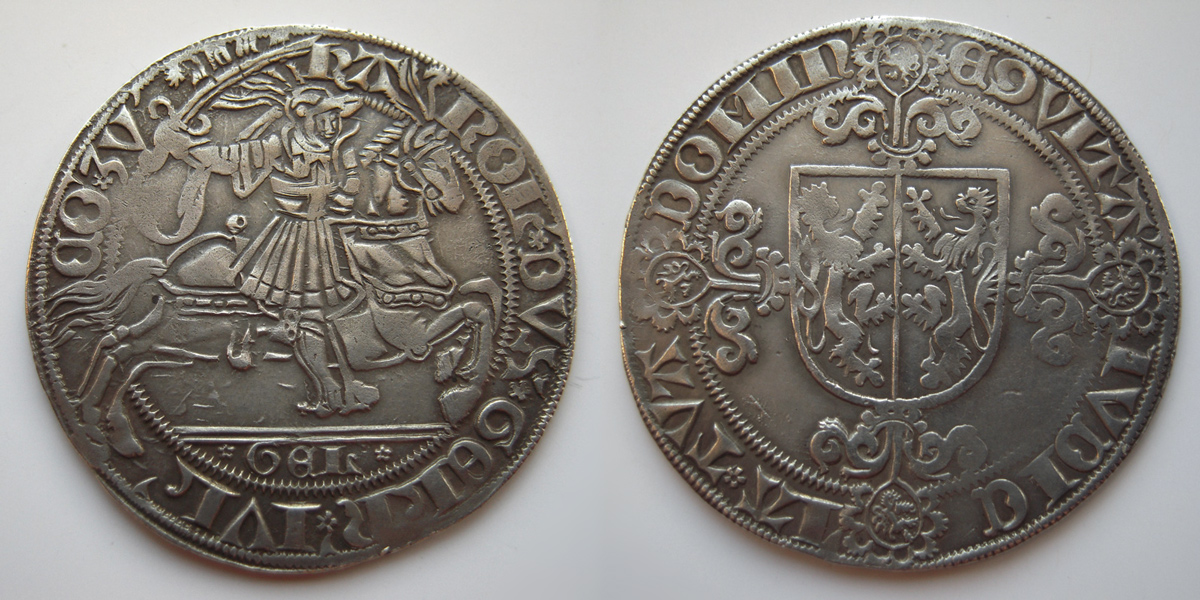
Hertogdom Gelre, zilveren Snaphaanschelling, geslagen te Nijmegen 1516-1527 op naam van Hertog Karel van Gelre.

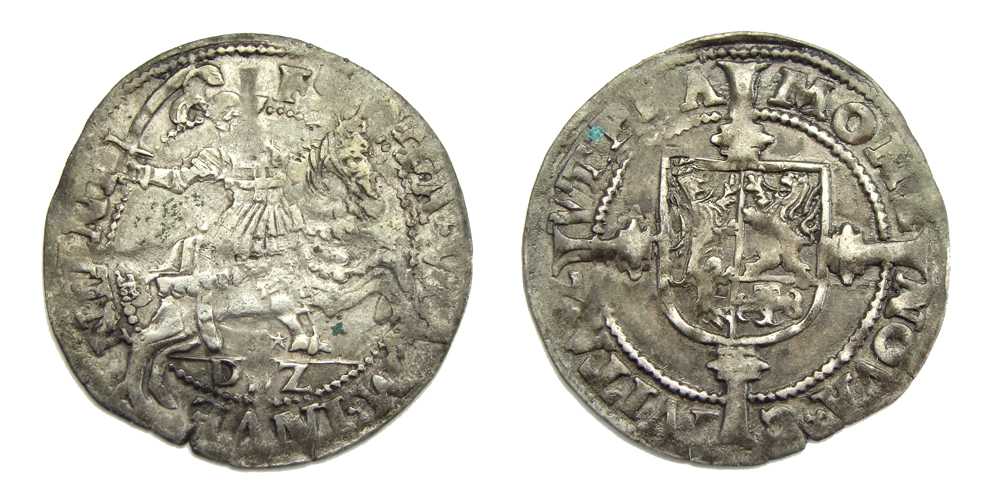
Zilveren 1/4 snaphaan of 'peerdeken', geslagen in Zutphen

Een snaphaan is een 16e-eeuwse zilveren Nederlandse munt met een afbeelding van een ridder in toernooiharnas te paard, wellicht de hertog van Gelre zelf. De oorspronkelijke omschrijving was Zilveren Schild ter waarde van zes Gelderse stuivers, maar de munt met de ruiter kreeg in de volksmond al snel de bijnaam 'snaphaan', een woord waarvan een van de betekenissen is: een rover te paard of vrijbuiter. 
De snaphaan werd voor het eerst in 1509 geslagen in Nijmegen onder Karel van Egmond (1492-1538), hertog van Gelre. Het was de eerste grote zilveren munt (diameter ca. 34 mm) die in de Nederlanden succesvol werd aangemunt en werd later veelvuldig geïmiteerd. Pas rond 1582 kwam de snaphaanschelling in omloop. Deze werden in Zutphen geslagen. Die stad sloeg ze tot 1605.
Een ¼ Snaphaan is ook bekend onder de naam peerdeken.